# De subtilitate

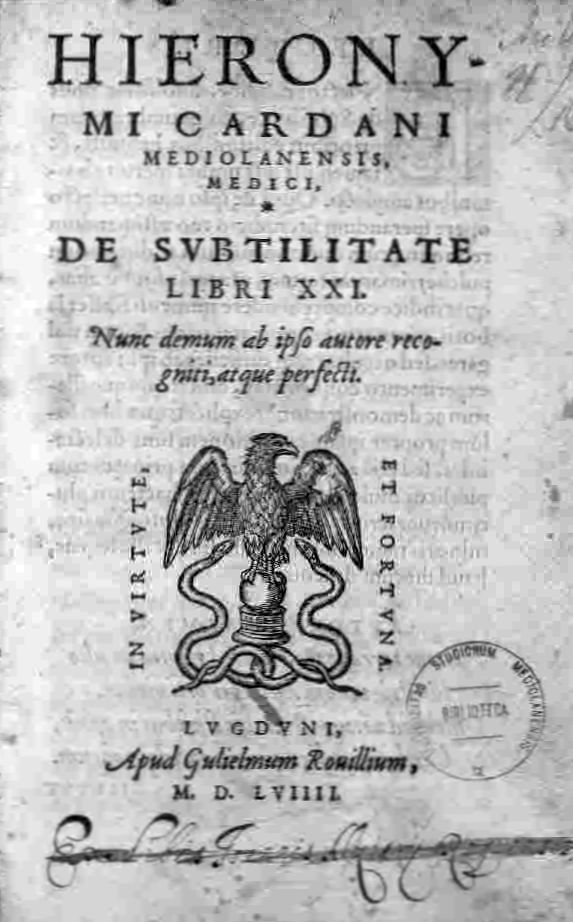
De subtilitate, édition de 1559.

De subtilitate est un livre de Girolamo Cardano, dont la première édition date de 1550. C'est une sorte d'encyclopédie embrassant toutes les connaissances du XVIe siècle, curieux mélange de superstitions médiévales et de géniales anticipations.

## Introduction
Cardan, dit-on, mit seulement huit mois à le composer, ce qui semble extraordinaire, eu égard au grand nombre de matières qu'il traite. Mais il employa 3 ans à le corriger, à l'augmenter et à le refondre.
L'ouvrage porte les traces d'une science profonde, mais aussi les vestiges de l'incohérence et du tumulte des idées. Le titre même semble une énigme. L'auteur traite dans ce livre non pas de la subtilité en elle-même, mais des sciences qu'il appelle subtiles, c'est-à-dire difficiles à comprendre et plus difficiles encore à exposer.
De la Subtilité est un document sur l'état de la science au XVIe siècle mais aussi une vaste encyclopédie scientifique où sont abordées, cosmologie, médecine, géométrie, sciences naturelles, cryptographie, vertus des pierres précieuses, etc.

## Traduction française
Cet ouvrage est traduit en français par Richard Leblanc, 1556. L'édition française est la traduction de 1554 : Les Livres de Hiérôme Cardan, médecin milanais, intitulés De la Subtilité et subtiles inventions, ensemble les causes occultes et les raisons d'icelles, Paris in-4. Elle comporte tous les passages censurés et supprimées dans les éditions postérieures. Elle est donc beaucoup plus complète que l'œuvre primitive.

## Composition
D'après Stanislas de Guaita, ce traité serait bâti ésotériquement : les 21 livres qui le composent représenteraient les 21 clefs du tarot. Chacun de ses livres porte une rubrique spéciale. Ce livre traite de tout. On conçoit, en le lisant, qu'il est malaisé de mettre en ordre un tel amas de connaissances, véritables ou erronées, d'observations justes ou de recettes empiriques. Il est presque aussi difficile d'en faire un résumé.
Le premier livre est intitulé De l'essence des choses, du vide et du mouvement. Le second livre est intitulé Des éléments et de leurs actions. Les livres suivants traitent Du Ciel, De la lumière, Des composés métalliques, Des Métaux, Des pierres, Des plantes (livre 2 à 7). Le huitième livre traite Des animaux engendrés par la putréfaction
Le neuvième livre traite De l'homme Les livres suivants traitent Des sens et choses sensibles, De l'âme et de l'intelligence, Des subtilités inutiles Des sciences; Des arts(Livres X à XVII); Des inventions merveilleuses et choses incroyables (XVIIIe livre). Les 3 derniers livres sont intitulés : Des esprits, Des anges, De Dieu et de l'univers.

## Postérité
Bien des savants et poètes français ont médité l'ouvrage qui figurait dans la bibliothèque de Pierre de Ronsard, qu'Ambroise Paré cite dans sa Chirurgie et dont les libertins érudits du XVIIe siècle firent leur miel.
On ferait un volume des singularités semées à profusion dans ce traité, plein de choses diverses. Malgré ces superstitions et ses puérilités, le livre de Cardan reste comme une œuvre originale.

## Source principale
- John Grand-Carteret, L'Histoire, la vie, les mœurs et la curiosité par l'Image, le Pamphlet et le document (1450-1900), Librairie de la curiosité et des beaux-arts, 1927 [détail des éditions]